# Vente de Garage
Vente de Garage è una trasmissione tv canadese prodotta da Claire Obscura e trasmessa dal canale ARTV.
Lo show prevede che ogni settimana l'attore e presentatore Emmanuel Bilodeau visiti il garage di una personalità e prenda in prestito un oggetto da buttare per poi occuparsi di trasformarlo artisticamente e creativamente, combinando in questo modo il riciclaggio con l'arte.
Tutti gli articoli creati vengono poi venduti all'asta a favore della Rivers Foundation e della società canadese per la ricerca sul cancro.

## Episodi
1. 7 maggio 2007  - L'attore canadese Roy Dupuis ha ceduto il suo ukulele che è stato trasformato dalla gioiellista Sylvie Lupien in alcuni gioielli.
2. 14 maggio 2007 - Anne Dorval ha ceduto dei cubi metallici con annessi fili elettrici trasformati in oggetti d'utilità per la casa.
3. 21 maggio 2007 - Bernard Landry e Chantal Renaud hanno ceduto una vecchia valigia di cuoio trasformata dall'artista Bruno Braiën.
4. 28 maggio 2007 - Il musicista Stefie Shock ha ceduto alcuni suoi pezzi musicali che sono stati trasformati in una nuova canzone.
5. 4 giugno 2007 - Sylvie Léonard cede un vaso in arenaria che viene trasformato dall'artista Pierre-Nicolas Côté.
6. 11 giugno 2007 - Chloé Ste-Marie cede un suo costume che viene trasformato dall'artista e sarta Rosie Godbout.
7. 18 giugno 2007 - Louis Morissette cede una sua fontana del giardino che viene trasformata dallo scultore e artista Jean-Louis Émond.
8. 25 giugno 2007 - L'attore, animatore e umorista Bruno Landry cede due bastoni da golf che vengono trasformati dall'artista Jérôme Fortin.
9. 2 luglio 2007 - Jean-Nicholas Verreault cede un suo vecchio giaccone in pelle che viene trasformato dallo scultore Daniel Auclair.
10. 9 luglio 2007 - L'attrice Lynda Johnson cede una griglia di protezione di una finestra che viene trasformata dal musicista Michel Smith.
11. 16 luglio 2007 - Il giornalista Jean-René Dufort cede il prototipo di una mini bicicletta che viene trasformato dalla gioiellista Félixe-Carole Dicaire.
12. 23 luglio 2007 - Il mediatore Emmanuel Bilodeau  cede dei frammenti di vecchie porcellane di terracotta che aveva ritrovato, per essere trasformate dallo scultore Louis Georges Vanier.